# Palacio de Santa Clara
El Palacio Santa Clara es un palacio que se encuentra emplazado en el barrio de Neguri, municipio de Guecho, cercano a la ciudad de Bilbao.
La obra fue diseñada en 1902 por el arquitecto José María Basterra a petición del empresario Pedro Chalbaud, posteriormente remodelado por el arquitecto Manuel María Smith.[cita requerida]
Las grandes villas residenciales de Guecho fueron calificadas en 2001 como Bien Cultural, con la categoría de Conjunto Monumental.

## Entorno
El palacio se ubica en el centro del barrio de Neguri, junto al palacio que sirve de sede del ayuntamiento del municipio. 
Además, se ubica muy cerca del promontorio de Arriluce, se concentran un conjunto de casas de principios de siglo, pertenecientes en su origen a la alta burguesía, las cuales han sido reformadas desde aquellos años, en mayor o menor medida. Así, destacan, entre otros, el Palacio Lezama Leguizamón, que fue construido por el mismo arquitecto José María Basterra e igualmente remodelado posteriormente por Manuel María Smith, el Palacio Ampuero, diseñado en 1928 también por el arquitecto Manuel María Smith, a petición del empresario y político José Joaquín Ampuero del Río y su familia, o el Palacio de Arriluce, el cual mantiene desde un principio el carácter original de la obra del arquitecto Jose Oriol, en este mismo emplazamiento sobre el Puerto de Arriluce se encuentra también el Palacio Mudela.En la zona destacan otros palacios como el Palacio Eguzkialde, también denominada popularmente como la Casa de la Alcaldesa, el Palacio San Joseren, el Palacio Kai-Alde, el Itxas Begi, o el Palacio del Marqués de Olaso.
En esta zona se encuentra una variedad de estilos arquitectónicos, que van desde el neo-vasco hasta el regionalismo neo-montañés, pasando por el neo-medievalismo. 